# Ambositra
Ambositra (pronunciato Ambustra) è un comune urbano (firaisana) del Madagascar, capoluogo della regione di Amoron'i Mania, nella provincia di Fianarantsoa.
Il nome letteralmente significa "là dove ci sono molti castrati": secondo alcune fonti, esso ricorderebbe una castrazione in massa dei Betsileo da parte dei conquistatori Merina (di cui sopravvivono le fondamenta di una cittadella); secondo altri, si riferirebbe alla pratica della castrazione dei buoi.
Si trova nella zona degli altopiani centrali del Madagascar,  a 20 km da Antsirabe, ad un'altitudine di 1345 m s.l.m.. La Route nationale 7 la collega a Antsirabe a nord, e a Fianarantsoa a sud.

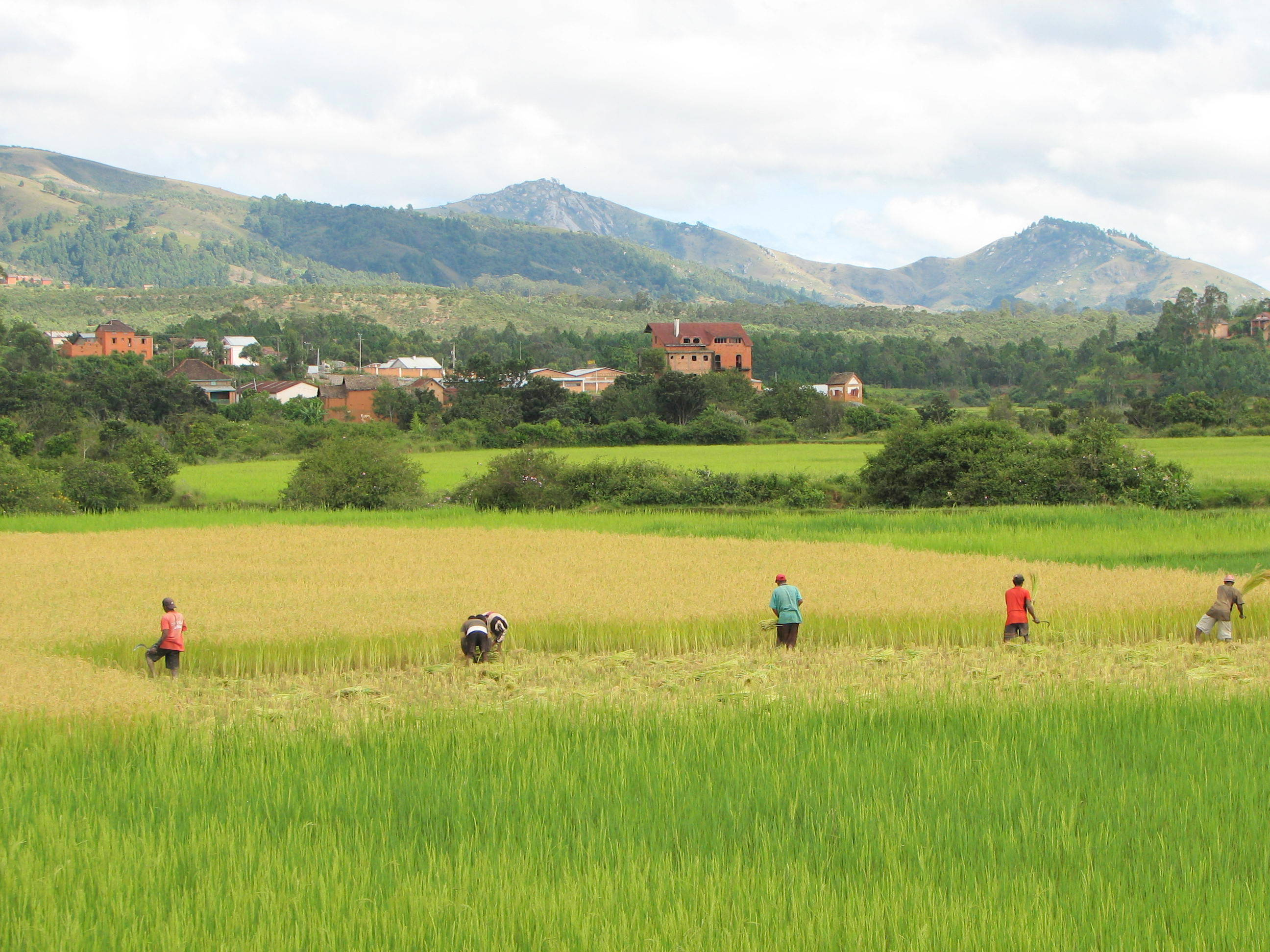
Le risaie che si estendono nei dintorni della città

Ambositra è un importante centro di lavorazione del legno; vi si realizzano, tra l'altro, i più rinomati tavolieri in palissandro per il fanorona, il gioco nazionale malgascio. Inoltre, si distilla il toaka gasy, un liquore locale a base di riso e canna da zucchero.
L'urbanistica della città si sviluppa attorno a una strada ad anello.